# Евгения Димитрова
Евгения Димитрова е българска писателка и преводачка.

## Биография
Родена е на 21 май 1875 г. в Шумен. След Освобождението семейството ѝ се установява в Русе. Завършва девическа гимназия, а след това е учителка във Варна. Учи медицина във Виена, но след първата година се връща в Русе. Изучава немски език. Превежда художествена литература за множество вестници и списания. Прави превод на пиесата „Да живее животът!“ от Херман Зудерман през 1905 г., с второ издание през 1919 г. Омъжва се за Димитър Димитров от Лом през май 1899 г. През септември 1901 г. се установяват в София поради заболяване на съпруга ѝ от туберкулоза. Изпратен е в село Кабиюк, Шуменско, където умира през 1902 г. Тя продължава да живее в София, където публикува в множество вестници. Леля е на писателя Добри Немиров по майчина линия. Имала е син Касиан, бил е артист в Народния театър, умира през 1922 г.
До началото на 1920-те години пише поезия. През 1913 г., заедно с Мара Белчева и Ана Карима, е сред жените основателки на Съюза на българските писатели, а през 1930 г. е сред основателките на Клуба на българските писателки.
Умира на 22 юли 1930 г. в Русе.

## Творчество
- „Зара. Страници от дневник“ – роман, 1914
- „Приключения (1913 – 1918)“ – роман, 1919
- Разкази – том 1, 1926
- Разкази – том 2, 1928
- „Зара. Страници от дневник“ – роман, второ издание, С., „Кибеа“, 2019. Предговор и съставителство проф. Милена Кирова

## За нея
- Речник на българската литература. 1 том А – Д, София, БАН (стр. 353)
- Никола Атанасов, „Страници из дневника на една жена“ – Българска сбирка, 1914, кн. 7
- Кирил Христов, „Зара“ – роман от Евг. Димитрова – Училищен преглед, 1915, кн. 9 и 10
- П. Лунгов – Социалистическа младеж, бр. 20, 1929
- София Малиновска, „Романът Зара от Е. Димитрова“ – сп. Утрина, т.1 (1922), кн. 4 – 5 (стр. 20 – 28)